# Universidad de San Francisco Javier (Panamá)
La Universidad Real y Pontificia de San Francisco Javier, más conocida como la Universidad de San Francisco Javier, fue una universidad de la orden católica de la Compañía de Jesús durante el dominio español en Panamá. Fue creada mediante Real Decreto del 3 de junio de 1749, que creó la universidad con tres primeras cátedras: Filosofía, Teología Moral y Escolástica.
Ubicada en el Convento de la Compañía de Jesús en la Ciudad de Panamá, la universidad se inició por la donación de 6 mil pesos por parte del padre Francisco Javier de Luna Victoria y Castro. Además de sus principales tres cátedras, se enseñaba Latín, Retórica y Ciencias Naturales. El rector de la universidad fue Juan Antonio Giraldo. También es conocida por ser la alma mater del botánico Sebastián López Ruiz y del burócrata Manuel José de Ayala.
La universidad se disolvió tras la expulsión de los jesuitas del Imperio español en 1767, por parte del rey Carlos III. No volvería a haber otra institución educativa jesuita hasta 1948, con la fundación del Colegio Javier, el cual se declara sucesor de la universidad.